# Autódromo San Antonio
El Autódromo San Antonio es un circuito de carreras ubicado en Alto de San Juan, comuna de San Antonio, Chile.
Fue inaugurado el 26 de enero de 2003 y posteriormente su trazado asfaltado en octubre de ese mismo año. En él se disputan diversas categorías amateur y de Fórmula 3. Tiene una capacidad para 4.500 personas, una extensión total de 1.800 metros, 8 curvas y su recta más larga es de 700 metros.
En el año 2009 las curvas del autódromo fueron ensanchadas un metro a pedido del CAS Vitacura.
En esta pista pasaron destacados pilotos, tales como: Jonathan Castillo, Alex Deulofeu, Martin Ferrer, Oscar Soto Gálvez, Ariel Segovia, Javier Valdebenito, Jaime ovando, Eric Montecinos, Jorge Zaror, Julio Infante, Hernán Urrejola, Víctor Román y Alex, Juan Guevara, Alejandro y Rodrigo Salinas, Bautista Soto, Daniel Casas, Juan Carlos Merino, Hernán Rodríguez, Juan Gac (hijo), Mauricio Melo, entre otros.
Este autódromo ha pasado por varios nombres: empezó como Autódromo Pacífico Sport siguió como Autódromo de Leydaring y actualmente se llama Autódromo San Antonio.

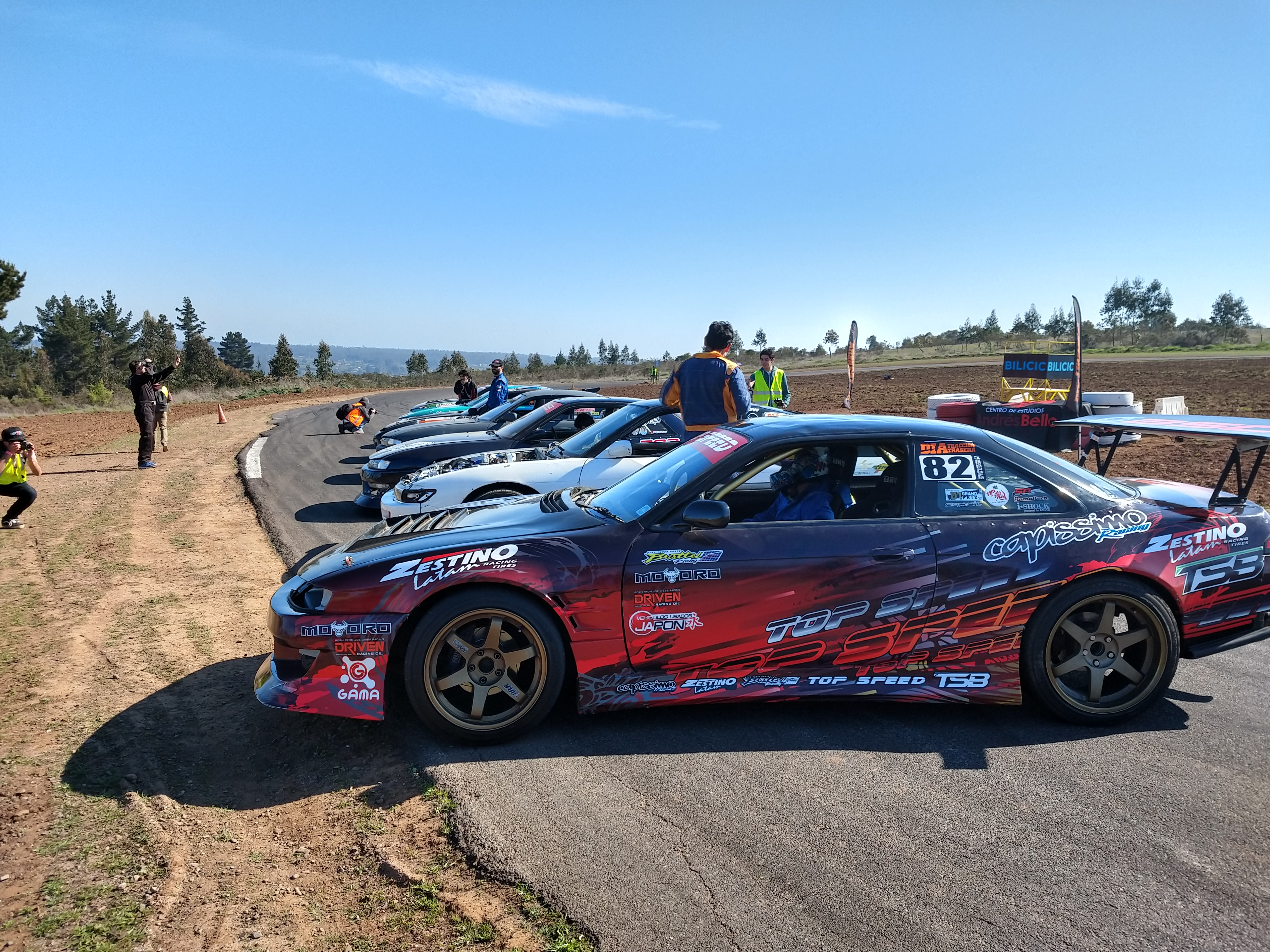
Vehículos tras una carrera en el autódromo en 2018.

Las categorías de automóviles que compiten son las siguientes:
- Fiat 125
- Promocional 600 Turismo 600
- Citroën Potenciados
- Turismo Nacional
- Samara Sport
- Nissan V16
- Fórmula 3 Chilena
- TC2000
- Piques 1/4 de Milla
- Stock Car Chile Turismo V8
- TP Race
- Coseche Motorsport by Opel
- ATPA